# Ranunculus rufosepalus
Ranunculus rufosepalus är en ranunkelväxtart som beskrevs av Adrien René Franchet. Ranunculus rufosepalus ingår i släktet ranunkler, och familjen ranunkelväxter. Inga underarter finns listade i Catalogue of Life.